# Corte costituzionale (Lituania)

La Corte costituzionale della Repubblica di Lituania (in lituano Lietuvos Respublikos Konstitucinis Teismas) è un tribunale speciale istituito dalla Costituzione della Repubblica di Lituania del 1992; ha iniziato ad eseguire le attività su cui è competente dopo l'adozione della legge sulla Corte costituzionale della Repubblica di Lituania il 3 febbraio 1993. Fin dalla sua istituzione, la Corte ha sede nella città di Vilnius, per la precisione in viale Gediminas.
Il compito principale del tribunale inerisce al controllo giudiziario: può per questo dichiarare gli atti del Seimas incostituzionali e quindi renderli inefficaci (in maniera simile alla italiana). Non fa parte inoltre del sistema giudiziario regolare, ma costituisce più un organo a sé stante, non fungendo infatti da regolare corte d'appello per i tribunali inferiori o come giudice di ultima istanza alla stregua della cassazione.
La sua giurisdizione si concentra sulle questioni costituzionali e sull'integrità della legge suprema. Inoltre, si pronuncia sulla conformità degli atti del governo della Repubblica di Lituania alle leggi (si ricordi che si tratta di un Paese che adotta il sistema della civil law), sul rispetto della Costituzione in riferimento agli accordi internazionali, nonché sulla loro ratifica.

## Competenze
La Corte costituzionale lituana garantisce la supremazia della Costituzione all'interno dell'ordinamento giuridico nonché la giustizia costituzionale decidendo se le leggi e gli altri atti giuridici adottati dal Seimas risultano conformi alla Costituzione e se gli atti adottati dal Presidente della Repubblica o dall'esecutivo non violano la legge suprema e le disposizioni legislative.
La Corte costituzionale non sindaca alcun controllo giudiziario preliminare delle leggi, effettuando dunque un controllo a posteriori. Non svolge inoltre il ruolo di giudice di ultimo grado, ma semplicemente viene chiamata in causa quando i soggetti idonei a presentare un'istanza ad essa richiedono la determinazione della conformità di una legge o di un atto giuridico alla Costituzione. Il diritto di depositare una petizione per un'indagine sulla costituzionalità di un atto legale è conferito: 
- Al governo, da un gruppo composto da non meno di 1/5 di tutti i membri del Seimas, e i tribunali riguardanti una legge o un altro atto adottato dal Seimas;
- Un gruppo composto da almeno 1/5 di tutti i membri del Seimas e dei tribunali concernenti un atto del Presidente della Repubblica;
- Un gruppo composto da non meno di 1/5 di tutti i membri del Seimas, dei tribunali e del Presidente della Repubblica riguardante un atto del Governo.[1][2][3]

La facoltà appena esposta è riconosciuta altresì in capo a ogni persona la quale ritenga che una decisione adottata da un giudice ordinario o d'appello sulla base di un determinato atto legislativo abbia violato i diritti a lei garantiti dalla Costituzione e il ricorrente abbia esaurito tutti i rimedi legali messi a disposizione dall'ordinamento. Il ricorso va presentato all'indirizzo della Corte nel termine perentorio di quattro mesi dal giorno in cui è entrata in vigore la decisione finale e inappellabile del tribunale.
Nel caso in cui si ravvisino a un esame sommario delle irregolarità, la causa per l'udienza della Corte costituzionale è preparata dal relatore per la giustizia nominato dal presidente dell'organo. All'inizio dell'udienza, i giudici annunciano quali delle persone convocate è presente, informano le parti in causa dei loro diritti e doveri, ascoltano e affrontano le richieste poste in esame. Il relatore informa i giudici nel merito del caso con un suo esposto e, successivamente, si procede ad ascoltare le dichiarazioni delle parti, ad esaminare le prove e le memorie presentate. Dopo l'udienza, l'assemblea si ritira nella sala per prendere una decisione, la quale deve essere emessa entro un mese dalla conclusione delle indagini sul caso.
Le sentenze sono pronunciate a nome della Repubblica di Lituania e non sono appellabili, assumendo pertanto carattere immediatamente definitivo. Avendo pieno valore, le sentenze appaiono obbligatorie e hanno effetti erga omnes. Ai sensi della Costituzione, le leggi della Repubblica di Lituania (o una parte di esse) o altri atti Seimas (o parte di essi), atti del Presidente della Repubblica o atti del governo (o parte di essi) non sono applicabili dal giorno in cui è ufficialmente pubblicata (dunque ex nunc) una sentenza della Corte costituzionale in cui si afferma che l'atto per cui si è presentato ricorso (o parte di esso) è in contrasto con la Costituzione lituana. La forza di una sentenza della Corte costituzionale che riconosce un atto giuridico (o una parte di esso) incostituzionale non può essere superata dalla ripetuta promulgazione di un atto giuridico equivalente (o parte di esso).
La Corte costituzionale può deliberare inoltre nei seguenti casi: 
- Violazioni delle leggi elettorali durante le elezioni del Presidente della Repubblica o dei membri del Seimas;
- Se lo stato di salute del Presidente della Repubblica non gli consente di adempiere alle sue normali funzioni;
- Se i trattati internazionali della Repubblica di Lituania non appaiono in conflitto con la Costituzione;
- Se le azioni poste in essere da membri del Seimas e funzionari statali contro i quali è stato avviato un processo di messa in stato d'accusa si presentano in contrasto con la Costituzione.

Il Seimas può chiedere un parere alla Corte nel momento in cui emana un determinato atto legislativo: il controllo di validità non entra nel merito del contenuto della legge. Il Presidente della Repubblica può rivolgersi alla Corte Costituzionale per un giudizio sull'elezione dei membri del Seimas e sui trattati internazionali; quest'ultimo può essere richiesta anche prima della sua ratifica nel Seimas. Quest'ultimo organo, conformandosi alle conclusioni della Corte costituzionale, si adatta alla decisione finale.

### La messa in stato d'accusa del presidente lituano nel 2004
Il 31 marzo 2004, ha emesso un'importantissima sentenza in cui si riconosceva la violazione del giuramento prestato al momento della nomina a giudice dell'organo da parte del presidente del consiglio Rolandas Paksas: a seguito di questa pronuncia, Paksas è stato rimosso dall'incarico dal Seimas in seguito all'impeachment presentato il 6 aprile 2004; si è trattato del primo caso in cui in Europa, un presidente messo in stato d'accusa, è stato costretto alle dimissioni. Nello specifico, la Corte era impegnata ad affrontare una controversia relativa alla presunta violazione dei doveri d'ufficio del presidente a seguito della concessione della cittadinanza lituana all'armatore russo Juri Borisov, occasione in cui gli avrebbe tra l'altro rivelato alcune informazioni secretate del Dipartimento di sicurezza nazionale. In uno dei punti chiave della sentenza, la Corte ha affermato in merito al ruolo del presidente:

## Composizione
La Corte si compone di nove giudici, eletti dal Seimas, per un mandato di nove anni non rinnovabile. Possono essere nominati solo cittadini lituani che godono di "reputazione impeccabile", laureati in legge e che hanno prestato servizio per almeno un decennio nella professione legale o insegnando materie giuridiche. Di solito, importanti studiosi legali e giudici di grande esperienza si qualificano per rivestire tale posizione. I candidati vengono nominati dal presidente del Seimas, dal presidente della Lituania e dal presidente della Corte suprema della Repubblica di Lituania, 3 persone ciascuno. Il Seimas nomina il Presidente della Corte tra i giudici su indicazione del capo di Stato.

## Membri

### Membri attuali
| Nome                                 | Data di nascita  | Città natale | Presidente   | Data di nomina               | Scadenza del mandato | Università frequente             | Precedente ufficio giudiziario |
| ------------------------------------ | ---------------- | ------------ | ------------ | ---------------------------- | -------------------- | -------------------------------- | --- |
| Dainius Žalimas (Giudice presidente) | 22 maggio 1973   | Vilnius      | Grybauskaitė | 15 marzo 2011 11 luglio 2014 | 2020                 | Università di Vilnius            | Corte permanente di arbitrato |
| Gediminas Mesonis                    | 9 novembre 1968  | Vilnius      | Grybauskaitė | 15 March 2011                | 2020                 | Università Mykolas Romeris       | |
| Vytautas Milius                      | 21 febbraio 1949 | Varėna       | Grybauskaitė | 17 December 2013             | 2020                 | Università di Vilnius            | Corte del comune distrettuale di Šilutė, Corte del comune di Druskininkai, Corte d'appello della Lituania, Corte suprema della Lituania |
| Elvyra Baltutytė                     | 6 dicembre 1954  | Šilutė       | Grybauskaitė | 10 marzo 2014                | 2023                 | Università di Vilnius            | Corte Europea dei Diritti dell'Uomo |
| Vytautas Greičius                    | 9 maggio 1949    | Tauragė      | Grybauskaitė | 10 marzo 2014                | 2023                 | Università di Vilnius            | Corte del comune distrettuale di Klaipėda, Corte del comune distrettuale di Ukmergė, Corte suprema della Lituania                       |
| Danutė Jočienė                       | 10 novembre 1970 | Mažeikiai    | Grybauskaitė | 10 marzo 2014                | 2023                 | Università di Vilnius            | Corte europea dei diritti dell'uomo |
| Gintaras Goda                        | 13 giugno 1965   | Švenčionys   | Grybauskaitė | 14 marzo 2017                | 2026                 | Università Goethe di Francoforte | Corte amministrativa suprema della Lituania, Corte suprema della Lituania                                                               |
| Daiva Petrylaitė                     | 23 agosto 1977   | Raseiniai    | Grybauskaitė | 14 marzo 2017                | 2026                 | Università di Vilnius            | |
| Janina Stripeikienė                  | 8 marzo 1955     | Kelmė        | Grybauskaitė | 14 marzo 2017                | 2026                 | Università di Vilnius            | Corte d'appello della Lituania, Corte suprema della Lituania                                                                            |

### Composizione storica
'1993-1996' 
- Juozas Žilys (Presidente)
- Algirdas Gailiūnas
- Kęstutis Lapinskas
- Zigmas Levickis
- Vladas Pavilonis († 2003)
- Pranas Vytautas Rasimavičius († 2002)
- Teodora Staugaitienė
- Stasys Stačiokas
- Stasys Shedbar.

 '1996-1999' 
- Juozas Žilys (Presidente)
- Egidijus Jarašiūnas
- Kęstutis Lapinskas
- Zigmas Levickis
- Augustinas Normantas
- Vladas Pavilonis († 2003)
- Jonas Prapiestis
- Pranas Vytautas Rasimavičius († 2002)
- Teodora Staugaitienė

 '1999-2002' 
- Vladas Pavilonis (Presidente) († 2003)
- Egidijus Jarašiūnas
- Egidijus Kūris
- Zigmas Levickis
- Augustinas Normantas
- Jonas Prapiestis
- Vytautas Sinkevičius
- Stasys Stačiokas
- Teodora Staugaitienė

 '2002-2005' 
- Egidijus Kūris (Presidente)
- Egidijus Jarašiūnas
- Augustinas Normantas
- Armanas Abramavičius
- Kęstutis Lapinskas
- Zenonas Namavičius
- Jonas Prapiestis
- Vytautas Sinkevičius
- Stasys Stačiokas

 '2005-2008' 
- Egidijus Kūris (Presidente)
- Vytautas Sinkevičius
- Stasys Stačiokas
- Kęstutis Lapinskas
- Armanas Abramavičius
- Zenonas Namavičius
- Romualdas Kęstutis Urbaitis
- Toma Birmontienė
- Ramutė Ruškytė

 '2008-2011' 
- Kęstutis Lapinskas (Presidente)
- Armanas Abramavičius
- Zenonas Namavičius
- Romualdas Kęstutis Urbaitis
- Toma Birmontienė
- Ramutė Ruškytė
- Pranas Kuconis
- Egidijus Šileikis
- Algirdas Taminskas

 '2011-2014' 
- Romualdas Kęstutis Urbaitis (Presidente)
- Toma Birmontienė
- Ramutė Ruškytė
- Pranas Kuconis
- Egidijus Šileikis
- Algirdas Taminskas
- Dainius Žalimas
- Egidijus Bieliūnas
- Gediminas Mesonis

 '2014-2017' 
- Dainius Žalimas (Presidente)
- Pranas Kuconis
- Egidijus Šileikis
- Algirdas Taminskas
- Gediminas Mesonis
- Elvyra Baltutytė
- Vytas Milius
- Vytautas Greičius
- Danutė Jočienė

 '2017-2020'  (attuale)
- Dainius Žalimas (Presidente)
- Gediminas Mesonis
- Elvyra Baltutytė
- Vytas Milius
- Vytautas Greičius
- Danutė Jočienė
- Gintaras Goda
- Daiva Petrylaitė
- Janina Stripeikienė